# Peperomia obcordata
Peperomia obcordata là một loài thực vật có hoa trong họ Hồ tiêu. Loài này được C. Presl miêu tả khoa học đầu tiên năm 1851.